# Lăng Hiếu Đông
Lăng Hiếu Đông (孝東陵) là lăng mộ của Tá Thiên Nhân Hoàng hậu Hồ Thị Hoa (1791-1807), vợ đầu của vua Minh Mạng, thân mẫu vua Thiệu Trị. Lăng nằm trong quần thể lăng Thiệu Trị, thuộc địa bàn thôn Cư Chánh, phường Thủy Bằng, quận Thuận Hóa, thành phố Huế.

## Lịch sử
Ngày 16 tháng 6 năm 1807 (Gia Long thứ 6), bà sinh ra Hoàng tử trưởng là Nguyễn Phúc Miên Tông (tức vua Thiệu Trị sau này), rồi 13 ngày sau bị bệnh hậu sản mà mất, khi chỉ mới 17 tuổi.
Năm Minh Mạng thứ 19 (1838), mùa đông tháng 10, lại cho xây đền ở xã Vạn Xuân, bờ bên tây sông Hữu hộ thành rồi cho rước linh cữu về đấy.
Năm đầu Thiệu Trị (1841), tháng 3 cùng năm, Hiến Tổ Thiệu Trị đã hỏi bà nội mình là Nhân Tuyên Thái hoàng thái hậu sách phong thêm cho Hoàng tỷ và được bà đồng thuận. Tháng 4, ngày 16, bà được truy phong là Tá Thiên Lệ Thánh Đoan Chính Cung Hòa Đốc Khánh Từ Huy Minh Hiền Thuận Đức Nhân hoàng hậu. Lăng của bà gọi là Hiếu Đông lăng được tiến hành xây dựng quy mô hơn, bắt đầu từ thời gian đó kéo dài đến năm Thiệu Trị thứ 3 (1843). Bài vị được thờ tại điện Sùng Ân (chính tẩm lăng Minh Mạng) cùng vua Minh Mạng.

## Kiến trúc
Bố cục chia thành các phần: khu ngoại lăng, khu nội lăng, khu tẩm phụ thuộc.

### Khu nội lăng
Khu nội lăng bắt đầu bằng hồ bán nguyệt (rộng hơn 2.000m2) nay đã khô cạn, rồi đến sân tế 3 bậc nền lát gạch Bát Tràng (lối giữa lát đá Thanh). Mỗi bậc nền có bậc cấp chính trang trí rồng tả thực với chất liệu đá, hai bậc cấp 2 bên rồng trang trí cách điệu với các họa tiết hoa lá lật và biến hóa mây sóng tinh xảo.
Cổng bửu thành xây bằng đá, phần phía trên có trang trí với dải đường diềm hoa văn hình cánh phượng, tiếp giáp là các đường diềm nối hoa văn dây uyển chuyển, phía trên cùng ở chính diện có hình tròn kiểu vân sơn tụ được đặt ở vị trí cao nhất, kết hợp các dải hoa lá bao quanh chạy dài vươn ra hai đầu của cổng tạo sự tiếp nối và chứa đựng nhiều ý nghĩa triết lý nhân sinh sâu sắc.
Bửu thành có 2 lớp bao bọc lấy Bửu phong ở trong; lớp tường ngoài dài 26m, rộng 20,7m, cao hơn 3m; tường trong dài 16m, rộng 13,8m, cao 2,6m. Bửu phong xây đá Thanh, kiểu thức như lăng Thiên Thọ, dài 4m, rộng 3,12m, cao 1,3m; phía trước có hương án bằng đá; trước sau đều có bình phong che chắn. Ở phần bệ chân quỳ bình phong được thể hiện phong cách trang trí  hoàn toàn khác với các ô, hộc và tại bình phong.

### Khu ngoại lăng
Khu ngoại lăng gồm:
- Bến Ngự là bến thuyền bên sông Hương;
- Ngự lộ (御路) là con đường đất rộng 3m dẫn vào lăng xuất phát từ bờ sông Hương, từng là con đường dùng để đưa thi hài vua Thiệu Trị vào an táng trong lăng, sau đó các vua đời sau dùng để đi vào lăng trong các dịp tế lễ hằng năm; 2 trụ biểu xây gạch cao 15m cách bửu thành khoảng 300m[1];
- Công Sở đài (公所台) là tòa nhà dành cho binh lính canh trực, rộng 5 gian, nay đã bị hủy hoại.[3]

Các lăng mộ phụ thuộc có lăng cố Hoàng Nữ, lăng Tảo Thương và lăng Chư Công; đây là tẩm mộ của những người con của nhà vua bị chết khi còn nhỏ.